# Eero Berg
Eero Edvin Berg (né le 17 février 1898 à Kangasala et mort le 17 juillet 1969 à Karijoki) est un athlète finlandais spécialiste du fond. Affilié au Tampereen Pyrintö, il mesurait 1,67 m pour 58 kg.

## Biographie

### Palmarès
| Date | Compétition           | Lieu  | Résultat | Épreuve          | Performance   |
| ---- | --------------------- | ----- | -------- | ---------------- | ------------- |
| 1924 | Jeux olympiques d'été | Paris | 3e       | 10 000 mètres    | 31 min 43 s 0 |
| 1924 | Jeux olympiques d'été | Paris | 1er      | Cross par équipe | 11 pts        |

### Records
| Épreuve       | Performance   | Lieu | Date |
| ------------- | ------------- | ---- | ---- |
| 10 000 mètres | 31 min 38 s 5 |      | 1925 |